# Solenobia inconspicuella
Solenobia inconspicuella är en fjärilsart som beskrevs av Henry Tibbats Stainton 1849. Solenobia inconspicuella ingår i släktet Solenobia och familjen säckspinnare. Inga underarter finns listade i Catalogue of Life.